# Athena (videojuego)
Athena (アテナ, Atena) es un videojuego de arcade de plataformas de 1986 desarrollado y publicado por SNK. Posteriormente, se lanzaron versiones para la consola NES y las computadoras hogareñas ZX Spectrum y Commodore 64.
La protagonista del juego, la princesa Athena, ha aparecido en juegos de lucha posteriores de SNK como un personaje secreto o asistente de su descendiente Athena Asamiya, un personaje principal frecuente en estos juegos.

## Trama
Athena era la joven y testaruda princesa del celestial Reino de la Victoria. Ella se encontraba aburrida de la monótona vida diaria en el palacio y deseaba aventuras emocionantes. Un día, abrió la «Puerta que no debía abrirse» en el sótano del Castillo de la Victoria, que se decía que conducía a un lugar salvaje y mortal. Cuando se atrevió a cruzar la puerta, cayó del cielo a otro reino llamado Mundo de Fantasía, que estaba dominado por el malvado Emperador Dante. Después de que su vestido suelto se perdiera mientras el viento lo arrastraba en su caída, las peligrosas aventuras de la princesa Athena comenzaron cuando aterriza en un territorio invadido por guerreros con forma de bestia y más peligros de los que jamás podría desear. Se preparó para luchar por su vida y armarse, sin otra opción que enfrentarse al despiadado Dante y a todos los obstáculos que se interpusieran en su camino para liberar al reino y regresar con vida a su hogar.
Después de que Athena derrota a Dante, todo comienza de nuevo en la secuela, Athena: Full Throttle, en la que la princesa, nuevamente aburrida, abre la «Puerta que no debe abrirse B», ignorando el consejo de su leal doncella Helene, y ambas caen al Mundo Elíseo, donde se enfrentan a otros villanos.
Muchos de los elementos del juego están inspirados en la mitología griega o la cultura romana antigua, como las armas, el equipo, los objetos y los diseños de los enemigos, mientras que la propia princesa Athena lleva el nombre de la diosa griega Atenea.

## Jugabilidad
Al aterrizar, desarmada y casi desnuda, la princesa solo tiene sus patadas para defenderse de los monstruos que se acercan, pero puede recoger las diversas armas de los enemigos muertos y también tendrá la oportunidad de encontrar escudos, cascos y armaduras para cubrir su cuerpo, aunque los perderá después de recibir algunos ataques. Su viaje requerirá saltar y escalar, así como luchar a través de los ocho mundos peligrosos de la tierra, cada uno de los cuales conduce a un enemigo de gran tamaño con el que debe lidiar antes de continuar a la siguiente área. El uso de ciertas armas, como un martillo, le permitirá a Athena romper bloques de piedra, a veces revelando no solo armadura sino también elementos mágicos como las sandalias de Mercurio que, cuando se usan, le permiten dar grandes saltos.
El juego presenta ciertos elementos de videojuego de rol para complementar la acción de plataformas. La princesa Athena deberá derrotar enemigos como el jefe final usando varias armas, ítems y equipamientos mitológicos. Sin algunos de estos ítems no podrá superar la aventura.

## Ports
Más tarde, Athena fue porteada a la NES por Micronics. En 1987, Ocean Software también lanzó ports para ZX Spectrum y Commodore 64 y los lanzó bajo su sello Imagine.
La versión de NES solo se lanzó para hogares norteamericanos hasta que PlayStation Network lanzó el juego de arcade original en 2011. Tanto la versión arcade como la de NES de Athena finalmente se incluyeron en la SNK 40th Anniversary Collection lanzada para Nintendo Switch en 2018, y luego en 2019 para PlayStation 4, Xbox One y Microsoft Windows.
El juego fue lanzado en Nintendo Switch a través de la Nintendo eShop el 13 de diciembre de 2018 por Hamster Corporation como parte de su serie Arcade Archives, y también en PlayStation 4 a través de PlayStation Network el 19 de diciembre como parte de la misma serie.

## Recepción
En Japón, Game Machine incluyó a Athena en su número del 1 de septiembre de 1986 como el 9.º juego de arcade más exitoso del mes. El juego ha sido descrito como uno de los primeros casos en los que un videojuego recibió un personaje femenino jugable.

## Legado

### Secuelas
Una secuela, Psycho Soldier, fue lanzada en los arcades en 1987. Otra secuela, Athena: Awakening from the Ordinary Life, fue lanzada para PlayStation en 1999. Dos juegos móviles fueron lanzados en 2006: Athena: Full Throttle y Athena On Stage.